# 岡聡志
岡 聡志（おか さとし、1992年2月13日 - ）は、日本のギタリスト。三重県出身。

## 経歴
高校卒業後、上京と共にESPギタークラフトアカデミーへ入学、1年間ギター制作を学んだ後、MI JAPAN 東京校に編入し藤岡幹大に師事。在学中にはGIT MASTERS 2012、Guitar Magazine Championship 2012で二冠を達成。それを期にギタリストとしてアーティストのライブサポートやレコーディング、セッションライブなどの活動をスタートさせる。
2020 年8月5日、初ソロ作『Zephyr』をリリース。

## 使用機材

### ギター
- MAYONES Legend
- MAYONES Hydra Elite PRO

### エフェクター
- Line 6 Helix Floor

## 提供楽曲

### GITADORA
- Invitation from ZEN

## ディスコグラフィ

### アルバム
『Zephyr』 Satoshi Oka名義